# 1113 هـ
1113 هـ هي سنة في التقويم الهجري امتدت مقابلةً في التقويم الميلادي بين سنتي 1701 و1702.

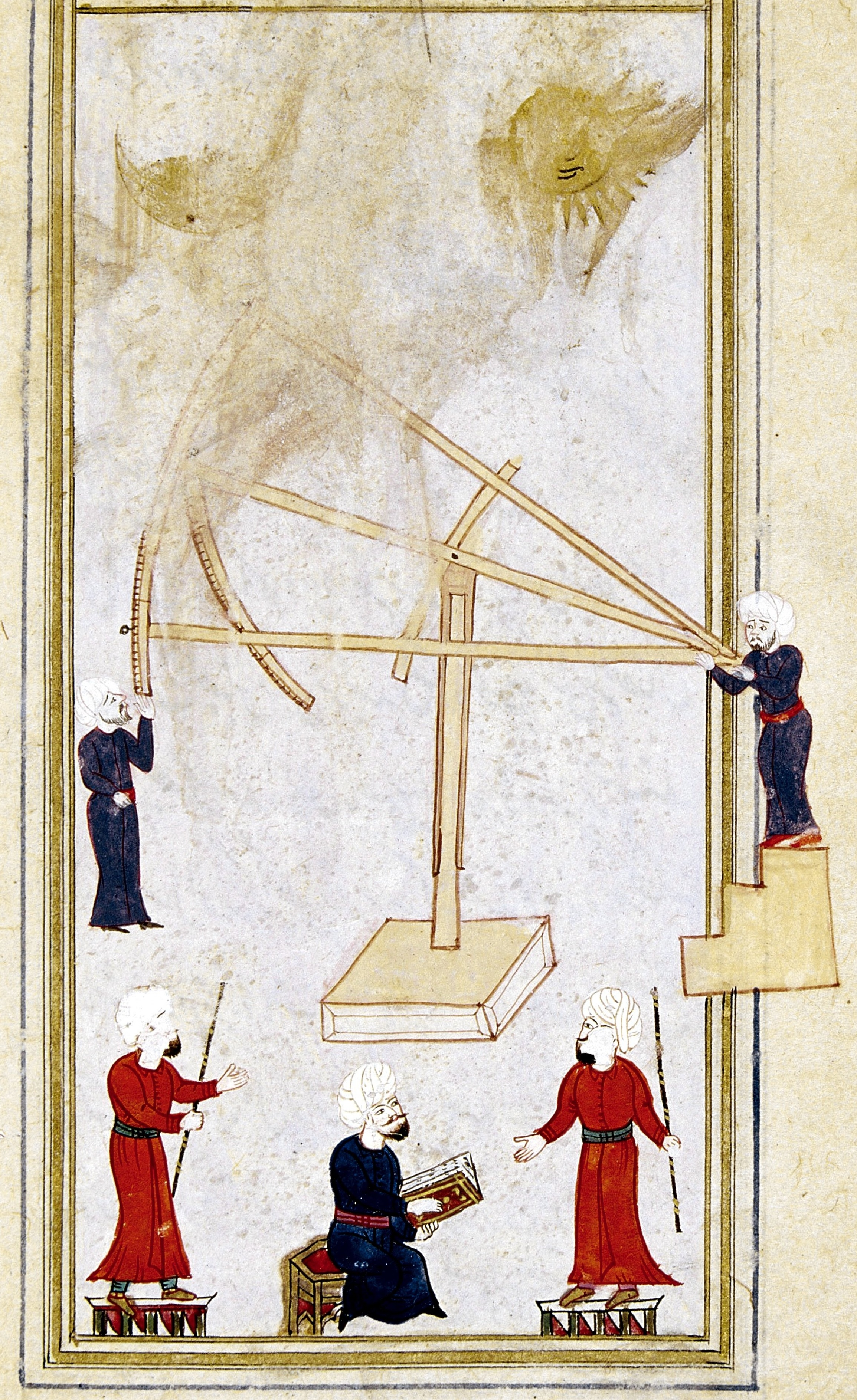
فلكيون في رصدخانه تقي الدين - بينهم منجم باشي.

## مواليد
- أبو سعيد الخادمي
- حبيب الله جان جانان

## وفيات
- أحمد البهلول
- أحمد منجم باشي
- زيب النساء.